# Baotian Motorcycle
La Baotian Motorcycle, ovvero la Jiangmen Sino-HongKong Baotian Motorcycle Industrial Co., Ltd è una casa motociclistica cinese fondata nel 1994.

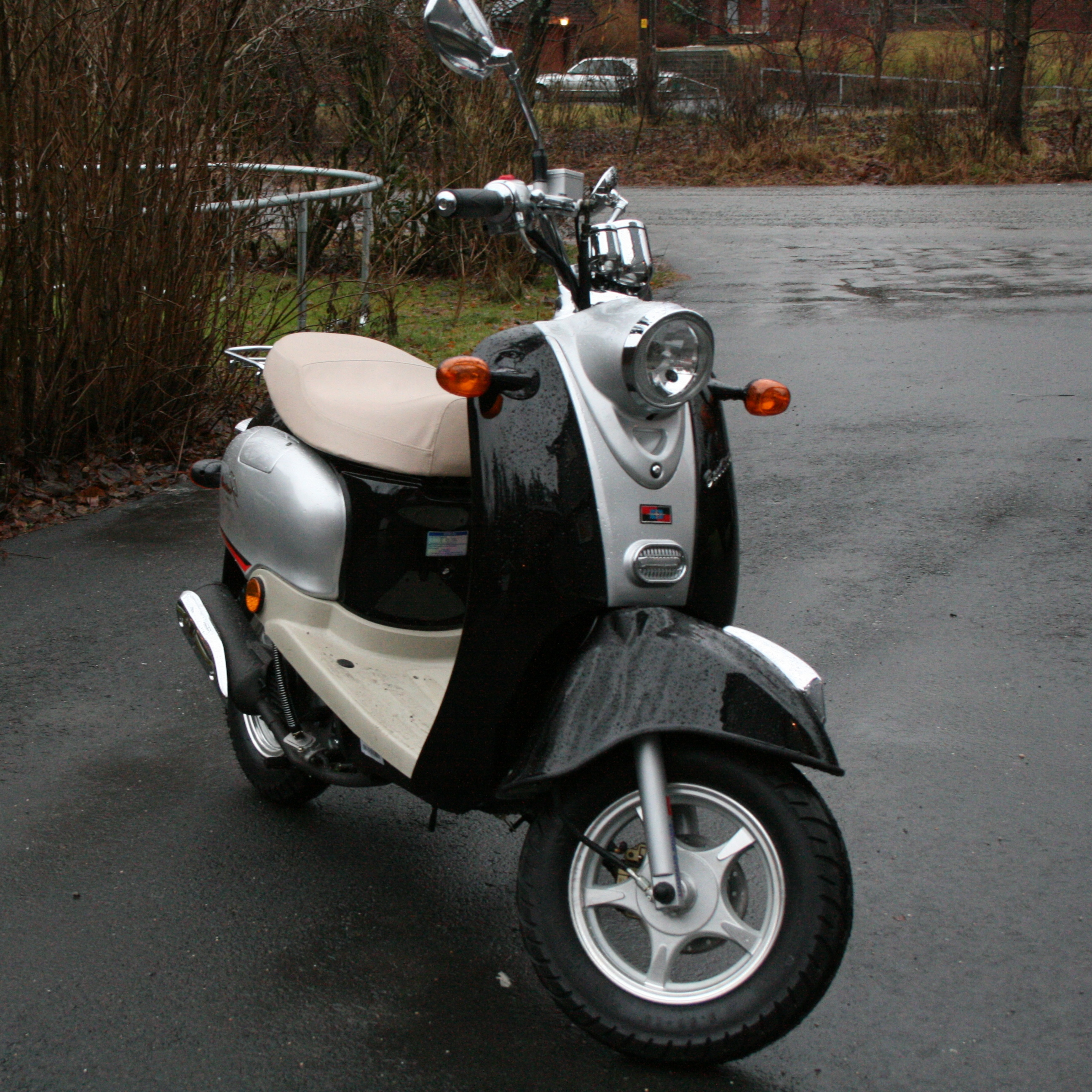
Un Baotian BT Retro

La sua produzione, incentrata su modelli di motociclette e scooter di piccole cilindrate è totalmente imperniata sull'esportazione in vari mercati mondiali dove le due ruote vengono commercializzate sotto vari marchi.
In Italia è conosciuta per le versioni marchiate come Garelli mentre in altre nazioni europee come la Gran Bretagna è presente con una rete distributiva propria.
La produzione stimata è di circa 300.000 esemplari annui.